# Vadócka (film, 2008)
A Vadócka (eredeti cím: Wild Child) 2008-ban bemutatott amerikai–brit–francia romantikus tinivígjáték. A főbb szerepekben Emma Roberts, Alex Pettyfer és Natasha Richardson.
A történetben egy gazdag amerikai lány büntetésképpen egy régi hagyományokkal rendelkező angol bentlakásos lányiskolába kerül, ahonnan eleinte menekülni akar, majd barátokra lel.
A film amerikai tévés bemutatója az ABC Family csatornán volt, 2010. augusztus 8-án.

## Cselekménye
Poppy Moore (Emma Roberts) egy gazdag amerikai tizenéves, aki édesanyja halála óta haragszik az édesapja barátnőire. Amikor megérkezik apja (Aidan Quinn) új barátnőjének holmija, Poppy meghívja nagyszámú barátait és ismerőseit és szétosztogatja vagy tönkreteszi a ruhákat. Apja emiatt igen dühös lesz, amikor megérkezik, és lányát egy angliai, régi hagyományokkal rendelkező, bentlakásos lányiskolába küldi.
Az Abbey Mount nevű helyen Poppy találkozik az igazgatónővel, Mrs. Kingsley-vel (Natasha Richardson), a legnépszerűbb lánnyal, Harriet Bentley-vel (Georgia King), és kinevezett segítőjével, Kate-tel (Kimberley Nixon). Csomagja kissé későn érkezik, és a sűrű esőben teljesen eláznak márkás holmijai (Gucci cipők, stb.). Mivel már az első napon nem szándékosan, de megsérti az egyik nevelőnőt, az egész szobának három hétig megvonják a hétvégi szabadnapját, ezért a többi lány kénytelen nagyon gyorsan megismertetni Poppy-val az itteni szabályokat. Ezek között van, hogy nincs internethasználat, így két hét múlva Poppy kénytelen éjszaka kisurranni a számítógépes terembe, hogy otthoni barátnőjének e-mailt tudjon írni. Visszafelé menet észreveszi egyik szobatársát, Drippy-t (Juno Temple), aki a konyhába oson, hogy titokban egy kis fagylalthoz jusson. Ahogy a szobájába menne vissza, tűzriadó gyakorlatot tartanak, ezért, hogy ne bukjon le, kénytelen a tetőre menni, hogy ne vegyék észre. Innen egy fürdőszobába jut, ahol egy férfi fürdik (akiről később kiderül, hogy az igazgatónő fia) a függöny mögött, akiről Poppy azt hiszi, hogy tanár, ezért megmondja neki a nevét. A férfi útbaigazítja, így vissza tud menni a szobájába.
Másnap a fiú, Freddie Kingsley (Alex Pettyfer), amint elhajt a kocsijával, a nevén szólítja, ezzel kihívja Harriet haragját Poppy ellen, mert Harrietnek titokban Freddie a szerelme.
Harriet egyik alantasával (egy alsóbb évfolyamra járó lánnyal) kiöntet az ablakon egy festékes vizet tartalmazó vödröt, amikor észreveszi, hogy Poppy az ablak alatt üldögél.
Poppy és Kate félig-meddig barátnőkké válnak, amikor kiderül, hogy az első napon a lányoktól begyűjtött ósdi mobiltelefonok csalik voltak, Kate odaadja Poppynak az igazi telefonját, hogy tudjon valakivel beszélni és kicsit jobban érezze magát.
Amikor Ruby (az amerikai barátnő) meglátja Poppy videoüzenetét, először nem is ismeri fel barátnőjét és utálkozva nézi a képét. Kiderül, hogy Poppy volt barátja, Roddy Rubyval vigasztalódik.
Amikor szobatársai látják, hogy Poppy mennyire szeretne kikerülni az iskolából, elhatározzák, hogy segítenek neki ebben, bár a dolog rájuk nézve sem veszélytelen, mert csak az iskolából való kicsapás az egyetlen járható út (amihez néhány súlyos, és csúnya dolgot kell elkövetni). Ezek az akciók közelebb hozzák őket egymáshoz. Az igazgatónő az egyik ilyen akció után magához hívatja Poppyt és nevelési célzattal átadja neki az Alice Csodaországban című könyvet.
Egyik tervük az, hogy az igazgatónő fiát el kell csábítani annyira, hogy nyilvánosan megcsókolja Poppyt, mivel ezzel Harriet haragját fel lehetne csigázni. Freddie-nek azonban szigorúan tilos közeledni, pláne barátkozni a bentlakó lányokkal.
Egy iskolai bulin, amin jelmezekbe lehet öltözni, majdnem sikerül a dolog, egy kis puszi is elcsattan, azonban Harriet segítői elhatározzák, hogy hallgatnak a dologról, mert tudják, hogy Harriet haragja először a hírvivőre irányulna. Mielőtt azonban elválnának, Freddie randit javasol.
Másnap, amikor a lányok egy része fejfájással és émelygéssel küzd (valószínűleg a szokatlan alkoholfogyasztástól), Poppynak kell beállnia az egyik lány helyett az iskola lacrosse csapatába, ahol felfedezi, hogy tehetsége van hozzá. Az igazgatónő megbízza a csapat vezetésével, és hamarosan évtizedek óta szokatlan sikereket érnek el az iskolák csapatai közti versenyben. (ez is szálka Harriet szemében, aki az addigi kapitány volt).
Freddie elviszi Poppyt az autóján egy közeli, festői faluba, ahol a vendéglőben megcsókolják egymást.
Visszatérve a szobájába a szobatársait fagyos hangulatban találja. Kiderül, hogy találtak egy kinyomtatott e-mailt, amit látszólag Poppy írt. Ebben lenéző stílusban ír a szobatársairól és azt fejtegeti, hogy csak színlelte velük a barátságot, hogy minél hamarabb itt hagyhassa őket. Poppy megdöbben a dolgon, és hiába mondja, hogy a levelet nem ő írta. (Egy korábbi jelenetben látható volt, amikor elfelejti elküldeni a szokásos e-mailjét és a számítógépből sem lépett ki). Poppy hamarosan felfedezi, hogy Freddie is hasonló stílusú levelet kapott. Abban az állt, hogy „Freddie könnyű préda lesz számára”. Poppy nem tud kihez fordulni, ezért lemegy a konyhába, hogy onnan hívja fel otthoni barátnőjét, azonban véletlenül kiderül, hogy Rubynak elege van belőle. Poppy az öngyújtójával kezd játszani, ami véletlenül felgyújtja a függönyt, amit néhány kétségbeesett mozdulattal sikerül eloltania. Azonban ekkor lépteket hall, és gyorsan kisiet a konyhából.
Néhány perccel később az ágyában fekszik, de hirtelen hangos csattanással kitörik a konyha ablaka, és hatalmas lángok csapnak ki rajta. Poppy gyorsan felkelti a társait, ahogy begyakorolták, és lemennek az udvarra. Itt névsorolvasás közben kiderül, hogy az egyik lány hiányzik. Poppynak eszébe jut, hogy egyik szobatársa, Drippy a konyhába szokott szökni éjszaka, hogy egy kis fagylaltot csenjen. Poppy odarohan, még mielőtt a közben megérkezett tűzoltók ezt megtehetnék. Nem sokkal később valamennyien biztonságosan kijutnak a tűzből. A lányra véletlenül rázáródott a hűtőkamra ajtaja, így nem ért el hozzá a tűz.
A tűz eloltása után Freddie a helyszínen megtalálja Poppy öngyújtóját és másnap átadja neki. Azonban nem hallgatja meg a lányt, mert úgy gondolja, az öngyújtó elég bizonyíték rá, hogy ő okozta a tüzet.
Egy ilyen súlyos esetben, mint a szándékos gyújtogatás, az iskola becsületbíróságot tart, amin az összes diák részt vesz, és az igazgatónő a bíró.
Harriet folyamatosan vádolja Poppyt, az igazgatónő ezért többször rendreutasítja. Poppy szobatársai eközben a szobájukban tanácskoznak, mert egyikük megszerezte a számítógépes hálózat rendszernaplóját, és az időpontok egybevetése után kiderült, hogy Poppy nem küldhette azt az e-mailt, mert az elküldés pillanatában Freddie-vel randevúzott.
Poppy védekezésképpen elmondja, hogy megváltozott, amióta ide került, és nagyon szeretne maradni. A gyújtogatást nem tagadja, mert azt hiszi, hogy azért történt, mert nem jól oltotta el a véletlen tüzet, amit okozott. Azonban Harriet elszólja magát, amikor a tűzgyújtás eszközeként „öngyújtót” említ, hiszen a tűz okát még hivatalosan nem tudja senki, és csak az ismerheti, aki a helyszínen volt. Harriet kénytelen elismerni, hogy ő élesztette újra az eloltott tüzet, miután Poppy elhagyta a konyhát.
A lacrosse-bajnokság döntő meccsére megérkezik Poppy édesapja az igazgatónő meghívására. Poppy ekkorra már rájön egy folyosón látható 1976-os fotó alapján, hogy édesanyja is ide járt, és szintén az iskolai lacrosse csapat kapitánya volt. Apját megdöbbenti lánya hasonlósága az anyjához (Poppy a buli előtt barnára festette a haját, és a fotóról kiderül, hogy anyjának is barna haja volt).
Az Abbey Mount csapata győz a bajnokságon, Harrietet pedig kicsapják az iskolából.
Néhány hónappal később Poppy és barátnői, valamint Freddie Malibuban vannak, és egy medence mellett napoznak. Poppy nem fogadja Ruby hívását, és törli a telefonkönyvéből. Poppy hirtelen azt javasolja, hogy ugorjanak le a szikláról a tengerbe, amit kis habozás után és sok sikoltozás közben meg is tesznek.

## Szereposztás
| Szerep          | Színész             | Magyar hang        |
| --------------- | ------------------- | ------------------ |
| Poppy           | Emma Roberts        | Bogdányi Titanilla |
| Molly           | Lexi Ainsworth      |                    |
| Ruby            | Shelby Young        | Molnár Ilona       |
| Roddy           | Johnny Pacar        |                    |
| Gerry           | Aidan Quinn         | Rosta Sándor       |
| Mrs. Kingsley   | Natasha Richardson  |                    |
| Harriet         | Georgia King        | Tamási Nikolett    |
| Charlotte       | Eleanor Turner-Moss | Csuha Borbála      |
| Jane            | Ruby Thomas         | Mánya Zsófi        |
| Kate            | Kimberley Nixon     | Kardos Eszter      |
| Drippy          | Juno Temple         | Lamboni Anna       |
| Josie           | Linzey Cocker       | Berkes Boglárka    |
| Camilla `Kiki`  | Sophie Wu           | Györfi Laura       |
| Matron          | Shirley Henderson   |                    |
| Freddie         | Alex Pettyfer       | Markovics Tamás    |
| Mr. Christopher | Nick Frost          | Bácskai János      |
| Mr. Nellist     | Jason Watkins       | Szokol Péter       |

## A film készítése
A film forgatási helyszínei voltak: Cobham Hall, Kent, Balls Park, Hertford, Robin Hood's Bay, North Yorkshire és Haworth központi része, Angliában, az Egyesült Államokban Los Angelesben. A közeli iskolákban tanuló gyerekek közül válogattak statisztákat a Balls Park-i jelenetekhez. Az Oxford University Lacrosse és a Cranbrook Lacrosse Club biztosította a lacrosse játékhoz a statisztákat és néhány játékvezetőt. Emma Roberts befestette a haját sötétbarnára, és a film elején hosszú szőke parókát hord. A „csomagolós buli”-t 2007. szeptember 4-én tartották Londonban, mielőtt a stáb egy része visszautazott Los Angelesbe, hogy befejezzék a filmet.
A Vadócka bemutatóját a Universal Pictures azzal ünnepelte, hogy egy színpadot állítottak fel Braeheadben, az Xscape épületben (Glasgow) 2008. július 30-án. A film sztárjai, Emma Roberts és Alex Pettyfer is jelen volt az eseményen.
Ez a film Natasha Richardson színésznő utolsó filmje tragikus halála előtt.

## Fogadtatás
A filmet Nagy-Britanniában 2008. augusztus 15-én mutatták be.
Franciaországban, Németországban és Oroszországban 2009 januárja körül mutatták be. A Universal Studios az Egyesült Államokbeli bemutatót 2009 nyarára tervezte, de ezt törölték és amellett döntöttek, hogy csak DVD-n mutatják be.
A Rotten Tomatoes filmkritikusokat összegző eredménye 42%, 24 vélemény alapján (ugyanitt a nézők értékelése: 70%). „Inkább közepes, mint vad (utalás a film eredeti címére: „wild”=„vad”). Ez a tizenéveseknek szóló komédia gyenge karakterekkel, gyenge rendezéssel és rossz viccekkel rendelkezik.” A Sun Online 2/5-re értékelte. Az Urban Cinefile kedvezőbbre értékelte: „A film őszinte és energikus, élénk, vicces, szellemes, karakterei rokonszenvesek.”

## DVD kiadás
A Vadócka DVD-n 2008. december 8-án jelent meg Nagy-Britanniában. Ausztráliában 2009. január 15-én jelent meg. Egyesült Államokban 2009. november 17-én jelent meg.

## Zenei anyaga
A film zenei anyaga Nagy-Britanniában és Ausztráliában 2008. augusztus 18-án jelent meg. Egyesült Államokban 2009-ig nem jelent meg.
A számok listája
1. "Shut Up and Drive" – Rihanna
2. "Let Me Think About It" – Ida Corr közrem. DJ Fedde le Grand
3. "About You Now" – Sugababes
4. "Say It Right" – Nelly Furtado
5. "I Know UR Girlfriend Hates Me" – Annie
6. "If This Is Love" – The Saturdays
7. "Heartbreaker" – will.i.am közrem. Cheryl Cole
8. "Sweet About Me" – Gabriella Cilmi
9. "Can't Speak French" – Girls Aloud
10. "Murder on the Dancefloor" – Sophie Ellis-Bextor
11. "Ice Cream" – New Young Pony Club
12. "Kiss with a Fist" – Florence and the Machine
13. "Foundations" – Kate Nash
14. "You Think I Don't Care" – Jack McManus
15. "Come Around" – Timbaland közerm. M.I.A.
16. "Tambourine" – Eve
17. "Real Wild Child" – Sarah Harding

egyéb számok
Ezek a számok elhangzanak a filmben, vagy a beharangozó kisfilmben, de a kiadott zenei anyagban nincsenek benne.
- Imran Hanif – "Set 'Em Up"
- Goose – "Black Gloves"
- Robbie Williams – "Angels"
- Children of Bodom – "Roadkill Morning"
- Britney Spears – "Toxic" (hangszeres változat, a beharangozó kisfilmben)
- Lindsay Lohan – "Playground"
- Everlife – "Real Wild Child"
- will.i.am – "I Got It from My Mama"
- Belinda Carlisle – "Heaven Is a Place on Earth"
- Adele – "Chasing Pavements"

## Külső hivatkozások
- Hivatalos oldala
- Wild Child az Internet Movie Database oldalon (angolul)
- Wild Child a Box Office Mojo oldalon (angolul)
- Official trailer at YouTube
- Production information[halott link] at sadibey.com

## Fordítás
Ez a szócikk részben vagy egészben  a   Wild Child (2008 film) című angol Wikipédia-szócikk fordításán alapul.  Az eredeti cikk szerkesztőit annak laptörténete sorolja fel. Ez a jelzés csupán a megfogalmazás eredetét és a szerzői jogokat jelzi, nem szolgál a cikkben szereplő információk forrásmegjelöléseként.